# Lac de Lunghin
Pour les articles homonymes, voir Lunghin.
Le lac de Lunghin (Lunghinsee en allemand, ou Lägh dal Lunghin dans le dialecte du Val Bregaglia) est une petite étendue d'eau près de Maloja dans le canton des Grisons en Suisse.

## Géographie
Le lac se situe à 2 484 mètres d'altitude, environ 300 m en dessous du sommet du Piz Lunghin (2 780 m d'altitude). L'Inn y prend sa source avant d'aboutir dans le lac de Sils situé quelques kilomètres plus à l'est. Le lac fait donc partie du bassin versant du Danube.
À l'ouest, le lac est bordé par le Col du Lunghin, qui permet d'atteindre ensuite Bivio plus au nord ou Casaccia en allant vers le sud. Au nord de ce col, se rejoignent trois lignes de partage des eaux, qui séparent les bassins du Danube, du Pô et du Rhin.